# Stilifer birtsi
Stilifer birtsi is een slakkensoort uit de familie van de Eulimidae. De wetenschappelijke naam van de soort is voor het eerst geldig gepubliceerd in 1904 door Preston.